# デッドデッドデーモンズデデデデデストラクション
『デッドデッドデーモンズデデデデデストラクション』（Dead Dead Demon's DeDeDeDeDestruction）は、浅野いにおによる日本の漫画作品。『ビッグコミックスピリッツ』（小学館）にて、2014年22・23合併号から2022年13号まで連載された。略称は『デデデデ』。
浅野にとって通算4作目の長編連載作品。地球外からの侵略者が日常と同居した世界を舞台にした作品。製作段階では『ドラえもん』『サザエさん』のように終わりの存在しない日常ものをテーマに構想されていた。前作『おやすみプンプン』に見られたコラージュ的な表現技法は息を潜め、ハイテンションかつブラックなギャグが頻繁に登場する。また、サスペンスの要素もある。作中には独自の用語が多数登場する。
登場人物の一部は非常に漫画的な表現が成された顔立ちをしている（『ドラえもん』の登場人物のように両目が極端に中心へ寄った人物や、水木しげる作品のサラリーマン山田のように前歯が極端に大きい人物など）。
2021年に第66回小学館漫画賞一般向け部門を、2022年に第25回文化庁メディア芸術祭マンガ部門優秀賞を受賞した。

## あらすじ
3年前の8月31日、突如東京都に巨大な空飛ぶ円盤、通称「母艦」が襲来。そこから出撃した「侵略者」の攻撃によって多くの死者が出るが、アメリカ軍の攻撃によって母艦は渋谷区の上空で停止。母艦から出撃する侵略者の宇宙船も逐次迎撃された。
上空には母艦が浮き、時折自衛隊と侵略者との戦闘が行われることが日常となった東京で、小山門出は中川凰蘭ら親友たちと共に青春を謳歌していた。人類が終了する日が間近に迫っているとは夢にも思わずに―

## 登場人物
声の項は劇場アニメ版の声優。
小山 門出（こやま かどで）
声 - 幾田りら
本作の主人公。仲良し5人グループのひとり。髪は黒色のショートカット、眼鏡をかけている。小学生の頃、「でもん」と読める名前から「デーモン」とあだ名を付けられていじめられていたことをきっかけに凰蘭と親友になる。その当時からFPSをプレイする「戦友」でもある。（作中で）イソフラ・ボン次郎が描く国民的な人気漫画『イソベやん』のファンで、そのグッズも身に着けている。下蛸井戸（しもたこいど）高校在学時から担任教師の渡良瀬に片思いしており、告白するたびに冗談でかわされる。駿米（するめ）大学に進学後は、2人で出かけることもあった。凰蘭の兄（ひろし）と小学生の頃に結婚を約束するも、その後は「デブは無理」とあっさり撤回するが、友情は続いている。両親ともに漫画編集者だったが、父親は「8.31」の際に神保町にある会社の様子を見に行ったまま消息不明となる。その後、市民活動に傾倒する母親とは距離を置いている。
中川 凰蘭（なかがわ おうらん）
声 - あの
本作のもう1人の主人公。門出とは小学校以来の親友で仲良し5人グループのひとり。門出からは「おんたん」と呼ばれる。黒色ツインテール。恋愛に興味はなく、毎晩のようにFPSに興じるゲーマーで、会話にもネットスラングを多用する。「将来の夢は独裁者になって人類に恐怖を与える」と宣言するなど妄想癖が激しく、いわゆる中二病じみた「ボケ発言」が多い。父親は「中川自動車」の経営者で、母親は政治家。ニート状態にある兄のひろしとの仲は悪くない。高校生のころから自動車の運転ができる。口癖は「はにゃにゃフワーッ!」。
大葉 圭太（おおば けいた）
声 - 入野自由
アイドルグループ「LOVE♡無限大」のメンバーだった少年で、門出が中学生の頃に追っかけていた。ニックネームは「けーちゃん」。血液型はA型。「8.31」以降行方不明となっており、家族の意向で死亡認定されていたが、第8話でキホの前に突如現れて侵略者の言語を話す。それは圭太の姿を借りた侵略者で、密かに人間として生活している。
出元 亜衣（でもと あい）
声 - 島袋美由利
門出、凰蘭らの高校の同級生で仲良し5人グループのひとり。凛とは幼稚園からの幼馴染。長髪で眼鏡をかけている。実家は「8.31」の際にA線に汚染された大田区にあり、国からの補助金を目当てで両親のみ避難住宅に暮らしている。本人は5人の弟と学校に近い親戚の家で暮らしている。
平間 凛（ひらま りん）
声 - 大木咲絵子
門出、凰蘭らの高校の同級生で仲良し5人グループのひとり。長髪でおかっぱ。亜衣とは幼稚園からの幼馴染で、彼女が引越した際は自宅から遠いにも関わらず同じ高校への進学を決めたほど仲が良い。ボーイズラブが好きで、クラスの美形男子の友情に妄想したりする。大学進学後にメイド喫茶でアルバイトを始めた。
栗原 キホ（くりはら キホ）
声 - 種﨑敦美
門出、凰蘭らの高校の同級生で仲良し5人グループのひとりだが、自分だけが高校からの付き合いであるため疎外感を感じていた。クラスで浮いていた小比類巻と付き合ったことで他の4人と距離ができるも、破局後は再び仲良しに戻る。茶色でセミロング。自衛隊に攻撃された侵略者の中型船が市街地に墜落した際、巻き込まれ死亡する。
竹本 ふたば（たけもと ふたば）
声 - 和氣あず未
石川県から上京した少女。駿米大学へ進学し、「イソべやん」のコアなファンである門出と意気投合する。入学後は侵略者を擁護する団体「SHIP」に参加し精力的に活動しているが、傾倒するあまりに人間関係が次第に悪化していく。物事を頭ごなしに否定しないことを信条にしており、侵略者に対しても保護的な目を向けている。
田井沼 マコト（たいぬま マコト）
声 - 白石涼子
ふたばとは中学の同級生。丸坊主で出っ歯の少年。ふたばの前でカミングアウトする（実際に姿を見せる）以前から、周囲に隠れて女装をしていた。性自認が女性であったり性的志向が男性に向いていたりするというわけでもなく、ただ「誰からも愛されるかわいい存在になりたい」という願望からの女装である。上京後は殆どの登場シーンで、ブロンドロングヘアのカツラ・メイク・コンタクト等で女装している。
小山 真奈美（こやま まなみ）
門出の母。漫画の編集者。「8.31」以降、「A線」による汚染を恐れ、常にマスクとゴーグルをしている。門出の高校卒業を機に、門出を東京に残し、高畠とともに長野で自給自足の生活を始める。
小山 ノブオ（こやま ノブオ）
声 - 津田健次郎
門出の父。漫画の編集者。「8.31」の日、たまたま休みで在宅だったが、「会社の様子を見てくる」と出掛けたきり消息を絶っている。
高畠（たかばたけ）
真奈美と再婚予定の男性。彼女と共に長野に移住する。涙もろい性格で人当たりが良い好青年で、門出にも大学進学を勧めるなど積極的に関わっていた。
凰蘭の父
自動車販売店もしくは修理店の「中川自動車」を経営。引きこもり気味のひろしと、妄想じみた発言が多い凰蘭のことを心配している。
中川 博子（なかがわ ひろこ）
凰蘭の母。区議選に立候補している。
中川 ひろし（なかがわ ひろし）
声 - 諏訪部順一
凰蘭の兄。大学を卒業後、いわゆるニートで職に就かず家に引きこもり気味になっている。まとめブログを運営し、アフィリエイト収入を得ている。ネットで「意識高い」者たちを攻撃する半面、孤独な若者には優しく接す。高校生時は細身の美男子で異性から人気だった。現在は肥満体型で、顎と首の区別がつかないほどに肉がついている。小学生のときに門出と結婚の約束をしたが、その後「デブは無理」と撤回される。
小比類巻 健一（こひるいまき けんいち）
声 - 内山昂輝
門出らの高校の同級生。マッシュルームヘアの男子。キホと交際していたが、性格の相違から破局した。発言のほとんどは、ネットからの情報。音楽シーンが興味の中心だったが、「8.31」以降は東京の危機的状況にネガティブな思考にとらわれる。高校卒業後は東京に残り、過激派グループに所属して侵略者を狩っていた。
渡良瀬（わたらせ）
声 - 坂泰斗
高校教師で門出や凰蘭たちのクラス担任。額縁眼鏡をかけており、無気力な目をしている。生徒たちと友人感覚で交じるなどざっくばらんな性格の半面、シニカルな一面もある。門出やその他の女生徒からも好意を向けられていたが、大人として対応していた。学生時代から交際していた光とは惰性で関係を続けていたが、門出たちの卒業式後に「先日別れました」と発言する。
須丸 光（すまる ひかり）
声 - 大西沙織
S.E.S社(サンティリ・エレメンツ・ソリューション)の女性社員で、国産戦闘兵器「歩仁」開発センターの広報を担当している。

## 用語
8.31
3年前に侵略者が母艦で襲来した日。お台場、渋谷などが攻撃され、死者8万1517人、行方不明者1万4708人を出した。
母艦
3年前の8月31日に突如東京に襲来した円盤型の宇宙船。全長5,000メートル。大田区上空を通過中にA爆弾によって攻撃され、渋谷区上空で停止した。現在では時速5kmの速さで渋谷を中心に半径約20キロメートルの範囲の上空を回遊している。
「8.31」以降直接的な攻撃はしてこないが、多数の中型船、小型船が発進している。その中型船、小型船も自衛隊によって容易に撃墜されている。
侵略者
母艦に乗ってやってきた宇宙人。襲来してきた目的は不明。人間の幼児に宇宙服のヘルメットをかぶったような外見をしている。「8.31」以降、防御態勢が整った日本にとっては脅威とはならず、地上に降りた者は自衛隊によってほとんど一方的に殺害されている。
侵略者の言語はひらがなを作り替えたような解読不可能な文字で表される。侵略者目線の回では、人間の発言がこの文字で描写されている。一部を除いて、人間と侵略者は互いに意思疎通が取れていない。
A
3年前、アメリカ軍が母艦に投じた新型爆弾。この爆弾の爆発によって大田区は高濃度の「A線」で汚染され、3年後でも東京都全域で微量のA線が観測されている。

## イソべやん
作中で登場する国民的漫画作品。設定上の作者はイソフラ・ボン次郎。絵柄や登場人物、設定などはドラえもんのオマージュがうかがえる。しかしイソべやんを中心とする登場人物の大半はシニカルな台詞や現代のスラングが目立つ。

### 登場人物
声の項は劇場アニメ版の劇中作品での声優。
イソべやん
声 - 杉田智和
キノコに手足が生えたような姿のキャラクター。デベ子を幸せにするために未来から現在へやってきたきのこ人。好物は磯辺焼き。容姿に反して口調は冷静でシニカル。
デベ子
声 - TARAKO
怠け癖の女の子。眼鏡と冴えない風貌が特徴的。毎回イソべやんの内緒道具に頼っては毎回自業自得な報いを受けている。
メスゴリラ
おかっぱで肥満気味の女の子。ヒネ美とともにデベ子に対して悪巧みをたくらむが、何度も自分に歯向かうデベ子に対して実は一目置いている。
ヒネ美
ツインテールの女の子。いつもメスゴリラと活動している。
たかふみくん
ハンサムな男の子。デベ子ら女の子から好意を持たれている。
神楽坂さん
お嬢様のような容姿の可愛らしい女の子。たかふみくんと交際している。
あべかわ
イソべやんと比べてかなり小柄なきのこ人。度々イソべやんと共に登場するが物語には一切絡まず、台詞も「でR（あーる）」とイソべやんに相槌を打つのみ。

### 内緒道具
イソべやんが所有する未来の超文明の道具。
四次元ポシェット
イソべやんが肩にかけている茶色のポシェット。様々な内緒道具を収納している。
あわグライダー
シャボン玉セットを模した内緒道具。空中浮遊するための道具。
ひらめきワット
白熱電球の形をした内緒道具。頭に乗せると、頭の回転が速くなる。バルブが割れると使用者の考えることがダダ漏れになり、フキダシのような形で視覚化される。
透けるトンメガネ
サングラス形の内緒道具。両方のレンズが赤目のドクロの形をしている。メガネをかけるとどんなものでも透けて見えるようになる。
トノサマふんぞりガエル
髷の生えたカエルの形をした内緒道具。大きさは手のひらに乗る程度。使うと自信が溢れるようになり、殿様気分を味わえる。
甘々アマガエル
頭部から傘が生えたカエルの形をした内緒道具。使うと性格がお人好しになる。トノサマふんぞりガエルと同時に使用すると効果が混ざり合い、ツンデレな性格になってしまう。
タイムマシン
過去と未来を自由に行来する内緒道具。畳にハンドルやエンジンが取り付いた形をしている。
どこそこ窓
離れた場所と場所を移動するための内緒道具。
顔面調整マシーン
オカメの面の形をした内緒道具。福笑いの要領で人の顔面を変化させ、調整によって美人に変化させることも可能。顔のパーツが固定されるまでには時間がかかる。
ステルス紙隠し
障子の形をした内緒道具。光学迷彩で使用している人の姿を隠すことができ、紙に穴を開けて外の様子を覗ける。濡れると紙が溶けてしまい、迷彩の効果が消えてしまう。

## 書誌情報
- 浅野いにお『デッドデッドデーモンズデデデデデストラクション』小学館〈ビッグスピリッツコミックススペシャル〉、全12巻
  1. 2014年10月5日発行（2014年9月30日発売[14][15]）、ISBN 978-4-09-186500-7
  2. 2015年3月4日発行（2015年2月27日発売[16]）、ISBN 978-4-09-186857-2
  3. 2015年9月2日発行（2015年8月28日発売[17][18]）、ISBN 978-4-09-187260-9
    - ぬいぐるみ付き限定版[17][19]、ISBN 978-4-09-159212-5

  4. 2016年3月5日発行（2016年2月29日発売[20][21]）、ISBN 978-4-09-187563-1
    - Tシャツ付き限定版[20][22]、ISBN 978-4-09-941867-0

  5. 2016年10月5日発行（2016年9月30日発売[23]）、ISBN 978-4-09-187829-8
    - Tシャツ付き限定版[24]、ISBN 978-4-09-941880-9

  6. 2017年6月4日発行（2017年5月30日発売[25]）、ISBN 978-4-09-189567-7
    - Tシャツ付き限定版[26]、ISBN 978-4-09-941890-8

  7. 2018年9月4日発行（2018年8月30日発売[27]）、ISBN 978-4-09-860100-4
    - Tシャツ付き限定版[28]、ISBN 978-4-09-943025-2

  8. 2019年7月3日発行（2019年6月28日発売[29]）、ISBN 978-4-09-860354-1
    - Tシャツ付き限定版[30]、ISBN 978-4-09-943052-8

  9. 2019年12月31日発行（2019年12月26日発売[31]）、ISBN 978-4-09-860520-0
    - 限定版[32]、ISBN 978-4-09-943058-0

  10. 2020年12月30日発行（2020年12月25日発売[33][34]）、ISBN 978-4-09-860834-8
    - 限定版[33][35]、ISBN 978-4-09-943077-1

  11. 2021年8月4日発行（2021年7月30日発売[36][37]）、ISBN 978-4-09-861157-7
    - 限定版[36][38]、ISBN 978-4-09-943089-4

  12. 2022年4月4日発行（2022年3月30日発売[39][40]）、ISBN 978-4-09-861293-2
    - 限定版[39][41]、ISBN 978-4-09-943102-0

## 劇場アニメ
連載終了後にプロダクション・プラスエイチ制作によるアニメ化が発表された。前後編2章立ての劇場アニメ作品として制作され、前章は2024年3月22日に公開された。後章については当初、同年4月19日に公開すると発表されたがその後、「よりお客様のご期待に応えられる作品をお届けするために」との理由で延期され、同年5月24日に公開された。
なお、後章については「本編内一部に過激な表現を含む」とのことからPG12指定となった。
劇場版とは異なる結末が描かれるアニメシリーズ版が、2024年12月より各種配信サービスにて配信中。全18話。

### スタッフ
- 原作 - 浅野いにお[43]
- アニメーションディレクター - 黒川智之[42]
- シリーズ構成・脚本 - 吉田玲子[43]
- 世界設定 - 鈴木貴昭[42]
- キャラクターデザイン・総作画監督 - 伊東伸高[43]
- 色彩設計 - 竹澤聡[42]
- 美術監督 - 西村美香[43]
- 美術設定 - 立岩大実、百瀬智子、尾身千寛、えんがわ、岩原史織
- CGディレクター - 稲見叡[42]
- 撮影監督 - 師岡拓磨[42]
- 編集 - 黒澤雅之[42]
- 音響監督 - 高寺たけし[42]
- 音楽 - 梅林太郎、yuma yamaguchi、犬養奏、清竹真奈美
- 音楽制作 - GRANDFUNK
- 音楽プロデューサー - 剣持学人
- 主題歌
  - 前章 - ano feat. 幾田りら「絶絶絶絶対聖域」[48]
  - 後章 - 幾田りら feat. ano「青春謳歌」[48]
  - アニメシリーズ版 - ano × 幾田りら「SHINSEKAIより」[49]
- アニメーション制作 - Production +h.[43]
- 製作 - 依田巽[42]、川崎由紀夫[42]、沢辺伸政[42]、村松俊亮[42]、稲葉貢一[42]
- 企画・プロデュース - 新井修平[42]
- プロデューサー - 紅谷佳和[42]、岡本順哉[42]、毛谷村伸也[42]、大東歩[42]
- アニメーションプロデューサー - 本多史典
- 製作 - DeDeDeDe Committee[43][注 4]
- 配給 - ギャガ[42]

### 評価
2024年3月25日及び5月27日に発表された週末興行成績ランキングでは、前章が初登場第7位・後章が初登場第4位にそれぞれランクインした。

### 各話リスト（アニメシリーズ版）
| 話数 | 脚本     | 絵コンテ                             | 演出                         | 作画監督                                                                                    |
| ---- | -------- | ------------------------------------ | ---------------------------- | ------------------------------------------------------------------------------------------- |
| 0    | 鈴木貴昭 | 山門郁夫 山本貴之 カネショウオニョン | 大河原晴男 寺田和生 小玉拳也 | 佐々木幸恵 小林万理 Fusion Studio                                                           |
| 1    | 吉田玲子 | 伊藤伸高 荒川眞嗣                    | 寺田和生                     | 伊藤伸高                                                                                    |
| 2    | 吉田玲子 | 本間晃 黒川智之                      | 本間晃                       | 伊藤秀樹 前田義宏                                                                           |
| 3    | 鈴木貴昭 | イリヤ・クブシノブ                   | 谷澤篤二 イリヤ・クブシノブ  | イリヤ・クブシノブ                                                                          |
| 4    | 吉田玲子 | 北村翔太郎                           | カネショウオニョン           | 伊藤秀樹 大野勉 鈴木かんち 大塚真史                                                         |
| 5    | 吉田玲子 | 寺田和生                             | 寺田和生                     | 荒木佑太 三住宮古 伊久美安里 佐々木幸恵 前田義宏                                            |
| 6    | 吉田玲子 | 本間晃                               | かたくり 寺田和生            | 伊藤伸高 大塚真史 伊藤秀樹 鈴木かんち                                                       |
| 7    | 鈴木貴昭 | イリヤ・クブシノブ                   | 谷澤篤二                     | 大野勉 金到暎 伊久美安里 佐々木幸恵 前田義宏 鈴木かんち                                     |
| 8    | 吉田玲子 | 木村拓                               | 木村拓                       | 伊藤伸高 伊藤秀樹 大塚真史 鈴木かんち                                                       |
| 9    | 吉田玲子 | 荒川眞嗣                             | 山本貴之                     | 小林万理 大塚真史 金到暎 後町健介 鈴木かんち 伊藤秀樹 浅野いにお                            |
| 10   | 吉田玲子 | 新井陽次郎 寺田和生                  | 寺田和生 小玉拳也            | 伊久美安里 鈴木かんち 小林万理 木野一 伊藤秀樹 伊藤伸高 浅野いにお                          |
| 11   | 鈴木貴昭 | イリヤ・クブシノブ                   | 谷澤篤二                     | 伊藤秀樹 大塚真史 金到暎 園田高明 佐々木幸恵 浅野いにお                                     |
| 12   | 吉田玲子 | 木村拓                               | 吉村朝陽                     | 伊久美安里 鈴木かんち 伊藤秀樹 金到暎 大野勉 園田高明 小林万理 八木元喜 前田義宏 浅野いにお |
| 13   | 吉田玲子 | 飯田崇                               | 吉村朝陽                     | 大塚真史 伊藤秀樹 後町健介 大野勉 浅野いにお                                                |
| 14   | 鈴木貴昭 | 寺田和生                             | 谷澤篤二                     | 朴佳蓮 曺暻柱 俆允珠 崔秀鎭 浅野いにお                                                      |
| 15   | 吉田玲子 | 小池優                               | 徐傅峰                       | Fusion Studio 小林万里 浅野いにお                                                           |
| 16   | 吉田玲子 | 寺田和生                             | 寺田和生                     | 伊藤伸高 服部聰志 木野一 伊久美安里 大野勉 後町健介 佐々木幸恵 中原久文 浅野いにお          |
| 17   | 鈴木貴昭 | 大倉正彦 京田知己                    | 黒川智之 寺田和生 小玉拳也   | 伊藤伸高 佐々木幸恵 鈴木かんち 伊久美安里 園田高明 中原久文 浅野いにお                      |

## コラボレーション
文房具カフェ
2024年9月11日から30日にかけてコラボした。